# Musik för nyskilda
Musik för nyskilda är ett musikalbum av Mauro Scocco utgivet 25 maj 2011. Den toppade den svenska albumlistan och sålde guld. Från albumet släpptes tre singlar: "Julkort från New York", "Adrenalin" och "Jag saknar oss". Den sistnämnda blev en stor hit.

## Låtlista
Alla låtar är skrivna av Mauro Scocco.
1. Jag saknar oss (Introversion)
2. Adrenalin
3. En döende sort
4. Dåligt väder
5. Mina tonårsvintrar
6. Ensam kvar i stan
7. Hela mitt liv
8. In i djungeln igen
9. Jagar en skugga
10. Julkort från New York
11. Lilla stjärna
12. Lidingövägen
13. Bröllop på havets botten
14. Jag saknar oss (singelversion)

## Produktionen
Mauro Scocco hämtade sin titel till albumet från en kund som frågade efter "musik för nyskilda". Mauro tyckte att titeln skulle passa hans kommande album, då låtarna kan beskriva de känslor man upplever när man genomgår en skilsmässa.

## Listplaceringar
| Lista (2011) | Position |
| ------------ | -------- |
| Sverige      | 1        |